# Euplectrus gopimohani
Euplectrus gopimohani är en stekelart som beskrevs av Mani 1941. Euplectrus gopimohani ingår i släktet Euplectrus och familjen finglanssteklar.
Artens utbredningsområde är Bangladesh. Inga underarter finns listade i Catalogue of Life.